# Bezirksklasse Ostpreußen 1934/35
De Bezirksklasse Ostpreußen 1934/35 was het tweede voetbalkampioenschap van de Bezirksklasse Ostpreußen, het tweede niveau, onder de Gauliga Ostpreußen. De Bezirksliga werd in vier groepen met telkens zeven teams verdeeld. Na dit seizoen werd de competitie grondig hervormd waardoor er geen verder eindronde om promotie kwam. De veertien clubs uit de Gauliga speelden vanaf het volgende seizoen ook in de Bezirksklasse. De top vier van elke groep plaatste zich voor de eigenlijke Gauliga en de vier derdes bekampten elkaar nog voor twee extra plaatsen. Dit systeem werd de volgende drie seizoenen zo gebruikt. 

## Bezirksklasse

### Bezirk Königsberg
VfL Rastenburg fuseerde met Rastenburger SV 08, de resultaten werden geschrapt. 
| Plaats | Club                  | Wed.           | W              | G              | V              | Saldo          | Ptn.           |
| ------ | --------------------- | -------------- | -------------- | -------------- | -------------- | -------------- | -------------- |
| 1.     | RSV Braunsberg        | 12             | 8              | 1              | 3              | 31:14          | 17:07          |
| 2.     | SpVgg ASCO Königsberg | 12             | 7              | 2              | 3              | 31:21          | 16:08          |
| 3.     | Königsberger STV      | 12             | 7              | 2              | 3              | 25:20          | 16:08          |
| 4.     | RSV Heiligenbeil      | 12             | 4              | 3              | 5              | 24:22          | 11:13          |
| 5.     | VfB Königsberg II     | 12             | 5              | 0              | 7              | 36:29          | 10:14          |
| 6.     | Concordia Königsberg  | 12             | 4              | 2              | 6              | 22:30          | 10:14          |
| 7.     | VfL Bartenstein       | 12             | 1              | 2              | 9              | 16:49          | 04:20          |
| 8.     | VfL Rastenburg        | Club geschrapt | Club geschrapt | Club geschrapt | Club geschrapt | Club geschrapt | Club geschrapt |

|  | Degradatie naar Kreisklasse |

### Bezirk Gumbinnen
Militär-VfL 1922 Gumbinnen trok zich team in oktober 1934 terug, de club had op dat moment drie wedstrijden gespeeld en alle drie verloren. 
| Plaats | Club                       | Wed.           | W              | G              | V              | Saldo          | Ptn.           |
| ------ | -------------------------- | -------------- | -------------- | -------------- | -------------- | -------------- | -------------- |
| 1.     | FC Preußen Gumbinnen       | 12             | 9              | 1              | 2              | 63:23          | 19:05          |
| 2.     | Polizei-SV Tilsit          | 12             | 9              | 1              | 2              | 40:22          | 19:05          |
| 3.     | VfB Tilsit                 | 12             | 8              | 1              | 3              | 46:28          | 17:07          |
| 4.     | SC Preußen Insterburg      | 12             | 6              | 2              | 4              | 38:32          | 14:10          |
| 5.     | SV Trakehnen               | 12             | 4              | 0              | 8              | 39:62          | 08:16          |
| 6.     | VfB Angerburg              | 12             | 2              | 1              | 9              | 16:45          | 05:19          |
| 7.     | TuSV Eydtkuhnen            | 12             | 1              | 0              | 11             | 10:40          | 02:22          |
| 8.     | Militär-VfL 1922 Gumbinnen | Teruggetrokken | Teruggetrokken | Teruggetrokken | Teruggetrokken | Teruggetrokken | Teruggetrokken |

|  | Degradatie naar Kreisklasse |

### Bezirk Allenstein
Als tweede elftal moest Hindenburg Allenstein volgend jaar in de Kreisklasse spelen omdat het niet in dezelfde competitie mocht spelen als het eerst elftal. Bischofsburger SV werd pas in december 1934 in de competitie ingedeeld en pas later de naam aan. 
| Plaats | Club                         | Wed.                             | W                                | G                                | V                                | Saldo                            | Ptn.                             |
| ------ | ---------------------------- | -------------------------------- | -------------------------------- | -------------------------------- | -------------------------------- | -------------------------------- | -------------------------------- |
| 1.     | MSV Hindenburg Allenstein II | 11                               | 8                                | 1                                | 2                                | 60:23                            | 17:05                            |
| 2.     | SV Allenstein                | 11                               | 8                                | 0                                | 3                                | 31:20                            | 16:06                            |
| 3.     | VfB Osterode                 | 11                               | 7                                | 2                                | 2                                | 26:18                            | 16:06                            |
| 4.     | VfB Neidenburg               | 11                               | 3                                | 1                                | 7                                | 12:43                            | 07:15                            |
| 5.     | RSV Ortelsburg               | 11                               | 3                                | 0                                | 8                                | 23:27                            | 06:16                            |
| 6.     | MSV Hindenburg Bischofsburg  | 6                                | 2                                | 0                                | 4                                | 10:06                            | 04:18                            |
| 7.     | Rastenburger SV II           | 11                               | 1                                | 2                                | 8                                | 19:34                            | 04:18                            |
| 8.     | MSV Hindenburg Ortelsburg    | Teruggetrokken in september 1934 | Teruggetrokken in september 1934 | Teruggetrokken in september 1934 | Teruggetrokken in september 1934 | Teruggetrokken in september 1934 | Teruggetrokken in september 1934 |

|  | Degradatie naar Kreisklasse |

### Bezirk Danzig-Marienwerder
PSV Elbing trok zich in oktober 1934 terug, maar keerde in januari 1935 terug.
| Plaats | Club               | Wed. | W  | G | V | Saldo | Ptn.  |
| ------ | ------------------ | ---- | -- | - | - | ----- | ----- |
| 1.     | SC Lauental        | 11   | 10 | 0 | 1 | 43:16 | 20:02 |
| 2.     | SV Viktoria Elbing | 11   | 7  | 2 | 2 | 27:18 | 16:06 |
| 3.     | SV Neufahrwasser   | 11   | 5  | 0 | 6 | 35:22 | 10:12 |
| 4.     | Zoppoter SVgg      | 11   | 3  | 1 | 7 | 24:31 | 07:15 |
| 5.     | Danziger SC        | 11   | 3  | 1 | 7 | 13:31 | 07:15 |
| 6.     | PSV Elbing         | 6    | 3  | 0 | 3 | 13:17 | 06:16 |
| 7.     | VfR Hansa Elbing   | 11   | 2  | 2 | 7 | 12:32 | 06:16 |

|  | Degradatie naar Kreisklasse |